# Мостово (Ярославская область)
Мостово — деревня в Глебовском сельском поселении Рыбинского района Ярославской области.
Деревня расположена на удалении около 4 км на северо-запад от центра сельского поселения села Глебово. Она расположена на высоком (13 м) правом берегу Волги (Рыбинское водохранилище). Ниже её по течению на расстоянии около 1 км находится деревня Василево, а выше по течению также примерно на расстоянии 1 км глубокий овраг на котором находятся деревни Горохово и Захарино. Автомобильная дорога Глебово — Легково, проходит к северо-востоку от деревни на удалении около 1 км. От Мостово проселочные дороги ведут к Горохово и к Текунино, расположенному на автомобильной дороге.
Деревня Мостова указана на плане Генерального межевания Рыбинского уезда 1792 года.
На 1 января 2007 года в деревне числилось 2 постоянных жителя. Деревня активно используется для дачного отдыха. Деревню обслуживает почтовое отделение Глебово, по почтовым данным в деревне 64 дома, названий у улиц нет.